# Jarrod Shoemaker
Jarrod Shoemaker (ur. 17 lipca 1982) – amerykański triathlonista.
18. zawodnik Igrzysk Olimpijskich w Pekinie. Mistrz Świata w duathlonie z 2009.